# Aulacoderus maderae
Aulacoderus maderae é uma espécie de insetos coleópteros polífagos pertencente à família Anthicidae.
A autoridade científica da espécie é Bonadona, tendo sido descrita no ano de 1963.
Trata-se de uma espécie presente no território português.